# Martin Hollstein
Martin Hollstein (ur. 2 kwietnia 1987) – niemiecki kajakarz, dwukrotny medalista olimpijski: złoty z Pekinu i brązowy z Londynu.

## Kariera sportowa
Igrzyska w Pekinie (2008) były jego olimpijskim debiutem. Triumfował w kajakowej dwójce na dystansie 1000 metrów. Partnerował mu bardziej doświadczony Andreas Ihle. Na igrzyskach w Londynie (2012) również z Andreasem Ihle zdobył brązowy medal w tej samej konkurencji.